# Peter Benenson
Peter Benenson (Londres, 31 de julho de 1921 – Oxford, 25 de fevereiro de 2005) foi um advogado e ativista político britânico. Nascido no seio de uma família judaica, filho de Flora Benenson e Harold Salomon (coronel do exército britânico), com o nome de Peter James Henry Solomon, acrescentou mais tarde o sobrenome de sua mãe como homenagem ao avô materno, o banqueiro russo Grigori Benenson.

## Vida
Tendo perdido o pai quando ainda era muito jovem, foi criado pela mãe, que orientou inicialmente sua educação através de professores particulares. Posteriormente, estudou no renomado Eton College onde já se destacou pelo comportamento contestador, tendo escrito várias cartas ao diretor desta instituição nas quais reclamava das péssimas condições da cantina e da baixa qualidade da comida escolar, a tal ponto que este escreveu uma carta a sua mãe queixando-se das “tendências revolucionárias” de Benenson. Ainda no período escolar, com apenas 16 anos, lançou usas primeiras campanhas: reuniu fundos para auxiliar o Comitê de Ajuda à Espanha (que auxiliava órfãos de pais republicanos, durante a Guerra Civil Espanhola) e para ajudar famílias de imigrantes judeus que fugiam da perseguição nazista.
Após o secundário, foi para o Balliol College da Universidade de Oxford, onde licenciou-se em História. Durante a Segunda Guerra Mundial incorporou-se ao exército, trabalhando no Gabinete de Imprensa do Ministério da Informação. Com o término do conflito, voltou para Oxford e formou-se em Direito. Dedicou-se então à advocacia e filiou-se ao Partido Trabalhista Britânico.
Em 1957, como membro da Associação dos Advogados do Direito do Trabalho, ajudou a formar a organização Justice e criou a Associação Para Doentes Celíacos. Em 1961, fundou a Anistia Internacional, organização independente a qual dedicou os seus 43 anos seguintes de vida. Converteu-se ao catolicismo e nos anos 80, fundou a Associação de Cristãos Contra a Tortura. Benenson passou os últimos anos de sua vida muito doente, e faleceu de pneumonia, no Hospital John Radcliffe.

## Anistia Internacional
A ideia de fundar a organização surgiu depois que ele escreveu para David Astor, editor do The Observer. Em 28 de maio de 1961, o artigo de Benenson, intitulado " The Forgotten Prisoners", foi publicado, relatando a detenção de dois estudantes que, num café de Lisboa, em plena ditadura salazarista, que ousaram fazer um brinde a liberdade. A Anistia Internacional tornou-se a maior organização independente do mundo de defesa dos Direitos Humanos, contando com cerca de 1,8 milhões de membros, tendo ganho o Prémio Nobel da Paz em 1977.